# Carex cuchumatanensis
Carex cuchumatanensis är en halvgräsart som beskrevs av Paul Carpenter Standley och Julian Alfred Steyermark. Carex cuchumatanensis ingår i släktet starrar, och familjen halvgräs.
Artens utbredningsområde är Guatemala. Inga underarter finns listade i Catalogue of Life.